# HSR-350x
HSR-350x（High-Speed Rail 350km/h eXperiment、別名 G-7）は韓国が時速350kmでの走行を目的として開発した高速鉄道車両である。開発の主な動機は交通の問題を減らし、科学と技術を国際的に高い水準に引き上げる事である。1996年12月から改善開発事業（G7）の一環として開発が始まり、2002年に車両が完成、2008年まで試験走行を行った。
2006年に現代ロテムはHSR-350xの量産型である10編成のKTX-IIを受注し、後に19編成に追加された。2008年11月25日、最初のKTX-II編成が現代ロテムの工場で公開された。

## 概要
韓国の技術者は1995年に高速鉄道の計画を始めた。しかし、独自に高速鉄道を技術開発する素地が充分では無かった為、ロテムと鉄道研究所は10年かけて車両の研究開発を行った。HSR-350xは時速350kmでの営業運転を目指していた。TGVを基にしたKTXは時速300kmで営業運転を行っている。
世界的に高速鉄道において支配的な地位を占めるアルストムのTGVや新幹線等の技術は導入していないとされる。座席は傾きが変えられ、方向転換も出来る。HSR-350xの開発計画は5年で終了する予定で42.6百万ドルの予算がかけられた。輸出も視野に入れており、貿易収支を改善させる事が期待される。

## KTXとの差異
鉄道車両としては世界初となるIGCT素子をインバータに使用している。三相交流誘導電動機を採用することで高出力化、且つ整備費を減らした。
ブレーキが電子指令式空気ブレーキになり、応答性が高まった。アルミ押出成形材を使用する事で軽量化された。車体幅が2950mmに拡大され居住性が高まった。パンタグラフの改良により、空気抵抗が減少した。

## 速度
最初の試験では時速100kmに達しなかった。試作機はKRRIで造られた。2004年12月16日、朝靄のかかる早朝、天安〜新灘津間で時速352.4kmを記録した。これまでの自身の時速343.5kmの記録を塗り替えた。

## 位置づけ
国際鉄道連合では「高速鉄道」とは専用線を時速250km以上で走行するか、時速200km以上で改良された在来線を走行するものとされている。一方、韓国の報道機関は「高速鉄道」とは時速300km以上で走行すると定義しており、KRRIは韓国の報道機関同様、「韓国は本車両の開発成功によりフランス、ドイツ、日本に続く高速鉄道の4番目の独自開発国になる」、「2006年に高速鉄道技術を保有する7カ国（フランス、ドイツ、日本、イタリア、韓国、スペイン、米国）の1つとなる」と主張した。韓国はこのような高速鉄道用車両の開発により最終的には高速鉄道の分野において世界の4強となり、中国、台湾、米国に車両を提供する事を目標としている。